# بطولة ويمبلدون 1891
قائمة ببطولات ويمبلدون لسنة 1891:

## فردي رجال
ويلفرد باديلي هزم  جوشوا بيم. النتيجة: 6-4 1-6 7-5 6-0

## فردي سيدات
لوتي دود هزمت  بلنشي بيجالي. النتيجة: 6-2, 6-1